# André Bourgeois (professeur)
Pour les articles homonymes, voir André Bourgeois et Bourgeois.
André Bourgeois est un professeur de littérature française.

## Biographie
André Bourgeois naît à Orléans le 1er décembre 1902. Il fait ses études secondaires au collège des oratoriens de Juilly et passe le baccalauréat ès lettres en 1921, puis, en 1923 à l'Université de Paris, le baccalauréat en droit. Il obtient un master's degree de l'Université du Texas en 1934, puis un doctorat l'Université de Paris en 1945. Il rejoint l'université Rice, dont il devient professeur émérite en 1972 après une carrière de 44 ans passée dans cette université. Il en fut le directeur du French department de 1970 à 1972, après avoir été le premier professeur de littérature française à être nommé à la Laurence H. Favrot Chair in French Studies. Pendant la Seconde Guerre mondiale, il sert dans l'Armée américaine au Maroc, en Italie et en France.
André Bourgeois est un spécialiste de l’œuvre de René Boylesve
Il meurt en 1994.
André Bourgeois a utilisé le nom de plume « René Chantal ».

## Œuvres
- La vie de René Boylesve
  - Les enfances : 1867-1896, t. I (seul tome paru), Droz / Minard, 1958
- René Boylesve et le problème de l'amour, F. Giard / E. Droz, 1950
- René Boylesve, peintre de la Touraine, Droz, 1950
- René Boylesve, l'homme, le peintre de la Touraine, Droz, 1945

## Poésie
- Ballades louisianaises, Houston, Éditions du Bayou, 1938  — sous le titre Ballades Louisianes dans Dick Dickerson, Meghan McCain, Le Bayou Records, 1934-1964. University of Houston Libraries [lire en ligne]
- Pastels et sanguines, Houston, Éditions du Bayou, 1947  — dans « Du même auteur », André Bourgeois, René Boylesve et le problème de l'amour, Droz, 1950 ; attribué à Chantal, René dans Dick Dickerson, Meghan McCain, Le Bayou Records, 1934-1964. University of Houston Libraries [lire en ligne]

## Articles
- « Baudelaire’s Neurosis », Rice University Studies, 35: 3, p. 132-159
- « La Curieuse Hélène de Jean Giraudoux dans “La Guerre de Troie n’aura pas lieu” », Rice University Studies, 44: 2, p. 26-47
- « Le Mythe de Stendhal Immoraliste », Rice University Studies, 47: 1, p. 38-62
- « Le Thème de l’évasion au théâtre dans la période de l’entre-deux-guerres », Rice University Studies, 39: 1, p. 69-92
- « Le Goût du naturel chez Musset dramaturge », Rice University Studies, 51: 3, 1965, p. 3-22
- « Le Mépris des hommes et de leurs institutions dans le Journal d'Alfred de Vigny », Rice University Studies, 63: 1, 1977, p. 25-42
- « René Boylesve, le poète (avec des documents inédits) », Rice University Studies, 53: 1, 1967, p. 1-117  — contient Les poèmes à Betty, adressés à Betty H., la maîtresse de Boylesve. Ces poèmes, contenus dans les lettres de Boylesve à Betty, n'étaient pas destinées à la publication, ce qui provoqua les protestations de la famille du poète.
- « René Boylesve et la bourgeoisie provinciale », The French Review, 20(5), 1947, p. 372-377 [lire en ligne]
- « Le Problème de l'amour dans l’œuvre de René Boylesve », Le Bayou, 9e année, cahier n° 35, 1947, p. 153-165

## Distinctions
- European Theater Medal
- Bronze Star
- Croix de guerre 1939-1945
- Ordre de la Couronne d'Italie[1]
- Commandeur dans l'Ordre des Palmes académiques[4]